# Ачи-Бонаккорси
Ачи-Бонаккорси (итал. Aci Bonaccorsi) — город в Италии, расположен в регионе Сицилия, подчинён административному центру Катания (провинция).
По данным Национального института статистики, население коммуны, на 01.01.2023 года, составляло 3517 человек, плотность населения ─ 2039,79 чел./км². Занимает площадь 1 км². Почтовый индекс — 95020. Телефонный код — 00095.
Покровителем города считается святой Стефан, первомученик. Праздник города ежегодно празднуется 3 августа.